# Jakub Lorencovič
Jakub Lorencovič (* 10. července 1989, Prešov, Československo) je slovenský herec známý např. z televizního seriálu Bouřlivé víno, model a vítěz soutěže Muž roku 2011.

## Biografie
Pochází z prešovského sídliště Sekčov, je z dvojčat a má dvě starší sestry. Od 15 let se věnoval divadlu. Nejprve studoval hudebně-dramatický obor na Konzervatoři v Košicích. Poté odešel do Bratislavy studovat herectví na Vysoké škole múzických umění. V roce 2011 absolvoval bakalářský stupeň ztvárněním role Petra Krále v představení Tanec nad plačom a v roce 2013 ztvárnil jako magisterskou absolventskou roli Baronka v představení Anny Saavedra Kuřačky a spasitelky.
Na scéně Slovenského národního divadla hostoval už za studií v roli ženicha Antonia ve hře Georgese Feydeaua Taková ženská na krku (slovensky Tak sa na mňa prilepila), od února 2010 pak alternoval v roli Tognina v Goldoniho komedii Vějíř.
Už během studia měl také zkušenosti s modelingem. Ve svých 21 letech se v srpnu 2011 zúčastnil v českém Náchodě finále soutěže Muž roku České a Slovenské republiky, z něhož si odnesl slovenský titul a nominaci za Slovensko do soutěže Mister International. V prosinci téhož roku odcestoval do thajského Bangkoku, kde se mezi 53 uchazeči o titul Mister International 2011 umístil na desátém místě. V letech 2011 a 2012 ho zastupovala agentura Jara Slávika.
V roce 2011 se objevil v kriminálním seriálu slovenské televize JOJ Dr. Ludsky v epizodní roli mladého vyšetřovatele. Od začátku roku 2013 doplnil obsazení rodinného seriálu TV Markíza Bouřlivé víno v roli místního playboje Juraje „Ďura“ Petranského.
Krátce nato deník Nový Čas zveřejnil, že se Lorencovič ve svých 18 letech jako čerstvý maturant zúčastnil focení aktů a natáčení gay pornografického videa. Objevil se v třetí scéně filmu Inglorious Guys vydaného společností Vimpex v roce 2009. Dle vlastních slov si tím vydělal v přepočtu asi 300–400 eur. Produkce seriálu Bouřlivé víno ho v reakci na to stáhla z natáčení dalších dílů a tvůrci jeho postavu nechali v rámci děje odjet do zahraničí. Přesto ještě v dubnu např. reprezentoval seriálový tým jako soutěžící v kuchařském pořadu Bez servítky. Pořadatel soutěže Muž roku David Novotný mu zpětně odebral titul kvůli tomu, že porušil smlouvu zatajením této informace.
V září 2013 se Lorencovič objevil ve vedlejší roli dozorce Fritze Sowy v česko-slovenském válečném filmovém dramatu Colette režiséra Milana Cieslara. Další příležitostí se pak stal slovensko-český komediální film režiséra Dennise Kinského, který se pod názvem Poslední víkend začal natáčet v lednu 2014. V něm se ujal role Martina Kalendy, jednoho z dvojice mladých gayů, kteří se rozhodli stvrdit svůj vztah uzavřením registrovaného partnerství. Účinkoval také ve videoklipu k singlu zpěváka Jakuba Petraníka „Kúpim si svet“, zveřejněném roku 2014.
Od dubna 2016 hrál Lorencovič v muzikálu Kočky (slovensky Mačky) na Nové scéně roli kocoura Pucifala v alternaci se studentem konzervatoře Michalem Candrákem. Na podzim téhož roku byl tamtéž obsazen také do company muzikálu Iago na motivy Shakespearova Othella s hudbou a texty Janka Ledeckého v překladu Michala Kovalčíka. V březnu 2017 měla premiéru hra Freda Apkeho Horúca sprcha v Divadle komedie, kde v alternaci s Thomasem Puskailerem ztvárnil hotelového zřízence jménem Mikka. V Red Cat Cabaretu, otevřeném v říjnu 2016, pak účinkoval v řadě představení: Ladies & Gentlement Show, Horror Show, The Cotton Club, Red Cat Romantique, Studio 34, Red Catvision Song Contest či Multicolor Show.

### Divadelní role
- Ray Cooney a Tony Hilton: Ešte jeden do partie (One for the Pot), premiéra 26. března 2009 na Nové scéně v Bratislavě, role: hosté[43][44]
- William Shakespeare: Sen noci svätojánskej (A Midsummer Night's Dream), premiéra 7. února 2010, nezávislý divadelní soubor Meteorit[1]
- Carlo Goldoni: Vejár (Il Ventaglio), premiéra 20. února 2010 v Slovenském národním divadle Bratislava, role: Tognino[1]
- Jean Anouilh: Médeia (Medea), premiéra 30. listopadu 2010 v Divadle Lab VŠMU, role: stráž[6]
- Alexandr Vasiljevič Suchovo-Kobylin: Smrť Tarelkina (Smerť Tarelkina), premiéra 16. prosince 2010 v Divadle Lab VŠMU, role: Kačalašatala[6][45]
- Peter Zvon: Tanec nad plačom, premiéra 28. března 2011 v Divadle Lab VŠMU, role: Peter[6][46]
- J. B. P. Molière: Tartúf, premiéra 21. listopadu 2011 v Divadle Lab VŠMU, role: Kleant[47][48]
- Alexandr Nikolajevič Ostrovskij: Výnosné miesto, premiéra 2. dubna 2012 v Divadle Lab VŠMU, role: Vasilijgrigorij [49][50]
- Maxim Gorkij: Letní hostia, premiéra 5. listopadu 2012 v Divadle Lab VŠMU, role: Nikolaj Petrovič Zamyslov[51]
- Anna Saavedra: Fajčiarky a spasiteľky, premiéra 25. února 2013 v Divadle Lab VŠMU, role: Baronek[52][50]